# Gilbert Houngbo

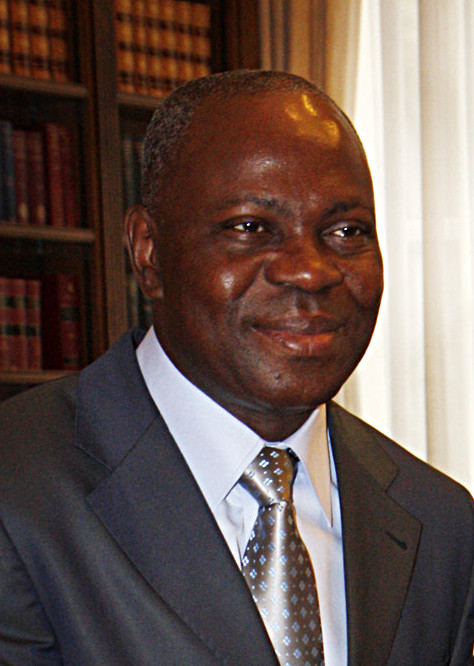
Gilbert Houngbo (2010)

Gilbert Fossoun Houngbo (1961(?) –) togói politikus, 2008.szeptember 8-tól Togo miniszterelnöke.
Houngbo MBA-fokozatot szerzett a togói Loméi Egyetemen, majd a kanadai Université du Québec à Trois-Rivières-en pénzügyek és könyvvitel szakágból is sikeresen diplomázott. Tagja a Canadian Institute of Chartered Accountants (Okleveles Könyvvizsgálók Kanadai Intézete) szervezetnek.
Houngbo az ENSZ Fejlesztési Programja (United Nationas Development Programme, UNDP) Stratégiai Management Team-jének tagja volt, majd a szervezet pénzügyi és adminisztrációs igazgatója volt, mielőtt 2003-ban kinevezték a UNDP általános főigazgató-helyettesévé. Ezután az ENSZ főtitkár-helyettese, a UNDP helyettes főigazgatója, és a UNDP Afrikai Regionális Irodájának igazgatója lett, kinevezéseit Kofi Annan ENSZ-főtitkár 2005. december 29-én írta alá.
2008. szeptember 7-én Faure Gnassingbé elnök kinevezte Houngbót miniszterelnökké; ezzel betöltötte Komlan Mally posztját, aki két nappal korábban mondott le. A miniszterelnök kinevezéséről szóló rendeletet Kouessan Yovodevi, a Nemzeti Televízió igazgatója olvasta fel, kijelentvén, hogy „Houngbo úr a miniszterelnök”. Houngbo szeptember 8-án vette át a miniszterelnöki hivatalt. Houngbo kinevezése előtt viszonylag ismeretlen volt Togóban, így kinevezését több helyen meglepetésként értékelték.